# Tessényi-Jakob János
Tessényi-Jakob János, született Johann Jacob (Szenttamás, 1884. április 6. – Los Angeles, Kalifornia, 1980. május 16.) metodista lelkész, szuperintendens a Szerb–Horvát–Szlovén Királyságban (1919–1929), majd Magyarországon (1931–1948).

## Családi háttér
Édesapja Philipp Jakob (1843–1910) életének első felét Újverbászon töltötte, majd haláláig, három évtizeden keresztül a közeli Szenttamáson élt. A helyi evangélikus egyház presbitere volt, négy fiú és két leány apja. Szenttamáson az evangélikus gyülekezet az ő hathatós segítsége révén tett szert egy saját iskolára. Környezetében építőmesterként, fakereskedőként megbecsült személyiség
Apjának, aki 1901-ben elsőként lett metodista egyház Szenttamási Gyülekezetének tagja nagy szerepe volt a magyarországi metodista misszió megindításában. Apja az 1890-es évek második felében kékkereszt egyletet szervezett saját otthonában. Az antialkoholista „mértékletességi egyletben” a németországi metodista énekeskönyvet (Frohe Botschaft) és az amerikai kiadású német nyelvű metodista hetilapot (Der Christliche Apologete) forgatták. 1898-ban többek között ő volt az, aki meghívta a bécsi metodista lelkészt, Robert Möllert igehirdetői vendég szolgálatra. Ez az időpont a magyarországi metodista misszió kezdő dátuma. A meghívás nyomán Robert Möller Szenttamáson a Jakob házban, Újverbászon a református templomban, valamint Feketehegyen prédikált.

## Kezdetek a metodista egyházban
Az 1884-es születésű Jakob János a századforduló elején rövid ideig patikusként dolgozott. 1903 telén már próbatagja volt az egyháznak, rendes tagnak 1904. június 5-én vették fel. Ebben az esztendőben ő volt az, aki Szenttamáson magyar ifjúsági csoportot alapított, s ezzel megkezdte a metodista misszió magyar nyelvű munkáját. Az 1903. október 10-én tartott szenttamási negyedévi konferencián már a „Magyarország Körzetben állomásoztatott prédikátorként” tekintettek személyére – nyilván lelkészjelölti minőségben. A fiatalember, 1904-ben kezdte teológiai tanulmányait Frankfurtban, a metodista egyház lelkészképző Szemináriumában, 1907-től ő lett az első magyar metodista lelkész.
A hároméves teológiai tanulmányok után az első szolgálati helye Budapest (1907–1911). A fővárosban magyar nyelven tartott igehirdetéseket, missziót kezdeményezett Palotaújfalun és lefordította a Püspöki Methodista Egyház Általános Szabályait. 1911-től Szenttamáson szolgált, majd 1912-től a Verbászi Körzet vezetésére kapott megbízatást. A háború alatti lelkészhiányos helyzetben 1915-ben ő lett felelős az Újvidéki Körzetért is. 1917 májusában ő is bevonulásra kényszerült: a fővárosba került, ahol a 16-os helyőrségi kórház gyógyszertárába lett beosztva. 1913-1917 és 1918-1919 ő szerkesztette az egyház lapját a Békeharangot.

## Szuperintendensi szolgálata a Szerb-Horvát-Szlovén Királyságban
Az 1920-ban elszakadt bácskai területek metodista missziójának vezetésére Jakob János kapott megbízatást. Az előállt új helyzetben egy évtizeden keresztül titkár, segéd és pénztáros nélkül vezette a jugoszláv munkát. Egyházvezetői feladatai mellett Jakob pásztorolta a jugoszláv egyház központi gyülekezetét Újvidéken. Munkakörei „három ember számára is elég tennivalót adnának” – hangzott a tudósítás. A háború utáni években a jugoszláv munka nagyot fejlődött: 1922. május 25-én Újverbászon felszentelték a Kárpát-medence első tornyos metodista templomát, Belgrádban pedig metodista gyermekkórházat nyitottak. A jugoszláv egyház szuperintendense Sándor királytól a valláserkölcsi nevelés terén szerzett érdemeinek elismeréseként ugyanebben az évben megkapta a Szent Száva rendjelet.
1926-ban a Szerb-Horvát-Szlovén Királyságban 1440 tagja volt az egyháznak. Az első világháború alatt (1916-ban) alapított szenttamási metodista árvaház folyamatosan működött, de árvákat Újvidéken is befogadtak, ahol az 1927-ben nyitott jó hírű leányintézetnek 50-nél több tanulója volt. Az újvidéki egyházközpontban az 1920-as évek közepén nyitották meg – kezdetben csak néhány fő részére – az egyház öregotthonát. 1926-ban a jugoszláv konferenciában vetődött fel a gondolat, hogy összefogva a szomszédos konferenciákkal egy közös diakonissza képző intézetet hozzanak létre.  A terv 1928 nyarán vált valóra, amikor Simon Lujza diakonissza főnővér vezetése alatt öt diakonissza költözött be az Újvidéken létrehozott otthonba. A diakonissza ügy fő mozgatója Jakob szuperintendens volt.  Jakob János szuperintendensi (és leányintézet igazgatói) munkáját három kerületi (vagy „egyházmegyei”) szuperintendens segítette 1928-ban: Bácskában Ferdinand Mayr, Bánátban Sebele György, Macedoniában P. Temkovic lelkészek.

## Lelkészi és szuperintendensi szolgálata Magyarországon
Az 1929-es magyar Évi Konferencia jegyzőkönyve szerint Jakobot a püspök helyezte át Magyarországra. Az átköltözés pontos oka nem ismert, úgy tűnik, „saját kívánságára helyeztette magát a magyarországi konferenciába”. Jakobot a Budapest II. Körzetből leválasztott Kispesti Körzet pásztorolásával bízták meg, ahol 1931-ig szolgált.
1931-ben Funk Márton (1920–1931) korábbi magyar szuperintendens a németországi Sátormisszió (Zeltmisszion) vezetésére kapott megbízatást, utódja Jakob János lett, mint a „Központi-kerület” szuperintendense, a diakonissza munka vezetője (Tábor intézmény igazgatója), egyúttal az egyház pénztárosa. 1931-ben az egyház kerületi rendszere tehát továbbra is működött, Jakob mellett Wallrabenstein Jakab vezette az Északi kerületet, Szalós pedig a Délit. 1935-től két éven keresztül az egyházvezetés mellett ismét a Kispesti Körzet lelkésze.
Az 1935 végén a bevonuló Hecker Ádámtól Tessényinek részben a fővárosi német gyülekezet ügyeit is magára kellett vállalnia.  A túlfeszített munkatempón azonban rövidesen változtatásra kényszerült. 1937-ben a Kispesti Körzet vezetése mellett Tessényi megvált a Békeharang szerkesztésétől is (1935–1937), mert mint írta, „be kellett látnom, hogy a sokoldalú munkám mellett nem maradhattam még tovább szerkesztő is”. E funkcióban Liebstöckl Jenő követte egészen 1939 végéig, amikor a sajtótörvény módosításai miatt, a szerkesztést ismét a szuperintendens végezte, a lap megszűntéig, 1944-ig.

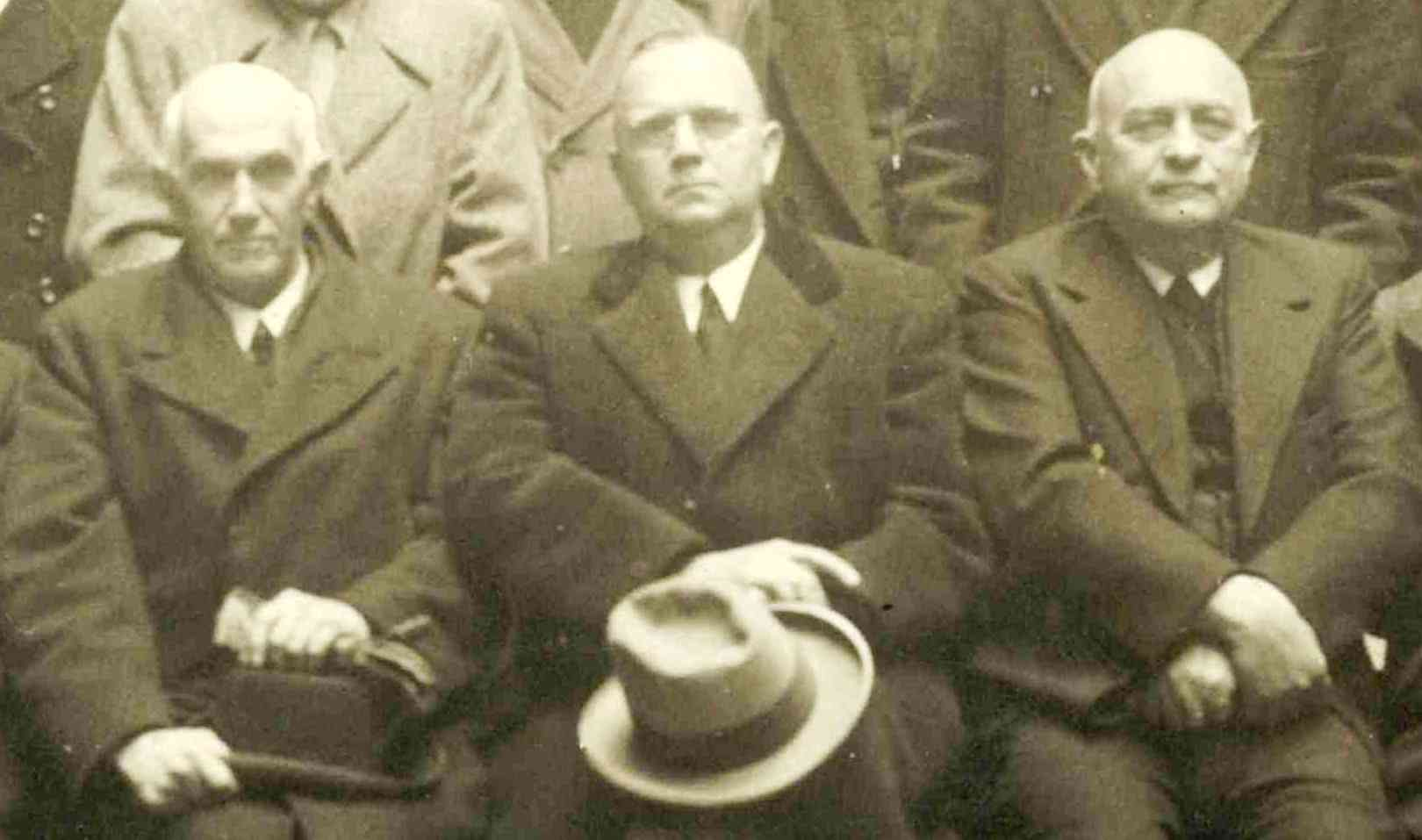
Tessényi János szuperintendens (balra), Paul Neff Garber püspök, Szalós Artúr lelkész 1947 novemberében Budapesten az Évi Konferencián.

17 éves egyházvezetői munkásságát értékelve elmondhatjuk: az elődje által kitaposott úton haladva a világválság és a világháború évei közepette is a korábbi alapokon tudta tartani az egyházat. A politikai légkör radikalizálódása mellett is képes volt folyamatosan fenntartani az egyház pozitív, kivételezett megítélését. Bár az elismerés esélye ebben az időszakban minimálisra csökkent, a beszüntetést sikerült elkerülnie. Az elismerés ügye végül a háború után váratlan módon gyorsan sikerrel járt. Paul Neff Garber püspök jelenlétében a világháború utáni első évi konferencián 1947. október 31-én a Vallás és Közoktatásügyi Minisztérium (a 120000/1947. II. számú rendelet alapján) hivatalosan elismerte a metodista egyházat. A szuperintendens a két világháború között bizonyos anyagi biztonságot teremtett azzal, hogy 1932-ben a budakeszi Tábor intézményt jövedelmezővé tudta tenni: a Tábor szanatórium az egyház kiadásainak olykor több mint az egyharmadát fedezte. Ráadásul úgy, hogy az intézet nem vált külső bérleménnyé, megőrizhette egyházi jellegét, s ezzel a diakonissza munka jelentős felfejlődését is elősegítette. A háború után a németek kitelepítése és a szlovákok kitelepülése nagy érvágást okozott, ám biztató jel volt az új munkatársak megjelenése (Wladár Antónia, Sinka Magdolna, Varga Cecília, Iványi Tibor, Szabó Andor) és újabb missziós kezdeményezések (Hidas – 1946, Szolnok – 1947).

## Emigrációban
A 64 éves Tessényi szuperintendenst 1948-ban tartóztatta le fürdőbe menet az ÁVO, hogy bevigyék az Andrássy út 60-ba kihallgatásra.  Az események folytatása a pártállami éra kezdetének egyik közismert epizódját vezette be: a „Tessényi-ügy” Ordass Lajos evangélikus püspök letartóztatásának egyik láncszemét jelentette. A bekísért Tessényit azzal próbálták megbízni, hogy a márciusi svájci útja alkalmával figyelje meg az evangélikus püspököt és tegyen pontos jelentést róla. „Választási alternatívaként” börtönbüntetéssel fenyegették meg, amiért a háború idején segítséget nyújtott Jugoszláviából kiutasított német metodistáknak. A megbízás végül azonban nem került teljesítésre. 1948. március 2-án a svájci légtérbe érve a szuperintendens odalépett az evangélikus püspökhöz, és azt kérte tőle, hogy Zürich-be érve szakítson vele időt egy bizalmas beszélgetésre. Tessényi Svájcba érve feltárta a Budapesten kapott megbízatását, egyúttal átadta azt a fél ív papírost, amelyen a püspök neve állt, s mellette sorban azok a kérdések, amelyekre választ kellett volna adnia. Ordass ettől kezdve tisztában volt azzal mi vár rá. (Szeptember 8-án le is tartóztatták Magyarországon.) A szuperintendens, akit feleségével együtt engedtek ki Svájcba, nem tért haza, a beszélgetésüket azzal zárta: ő a feleségével együtt disszidál.
Tessényi Svájcból – feltehetően az 1950-es években – az Egyesült Államokba költözött. Az USA-ban előbb Indiana államban, majd a Kaliforniában, Pasadena-ban telepedtek le. Lelkészi nyugdíjat az Egyesült Államokbeli Iowa Évi Konferenciától kapott. Tessényi a tengerentúlon is az egyház szolgálatában állt, úgy tűnik, hogy az 1950-es évek közepén vonult nyugdíjba. 96 évesen 1980-ban Los Angeles-ben hunyt el.